# 横山忠夫
横山 忠夫（よこやま ただお、1950年1月4日 - ）は、北海道出身の元プロ野球選手（投手）。

## 来歴・人物
網走南ヶ丘高校では、エースとして1966年秋季北海道大会決勝に進出。札幌光星高に敗れ準優勝にとどまる。翌1967年夏の甲子園にチーム初出場。1回戦で大分商の河原明と投げ合うが、12安打を喫し0-8で大敗。同年秋、サンケイアトムズからドラフト6位で指名されるも入団を拒否し、翌年立教大学に進学した。
同大学の硬式野球部ではエースとして活躍。東京六大学野球リーグでは優勝に届かず、19７１年秋季リーグの3位が最高であった。1970年秋季リーグの東大との2回戦で、ノーヒット・ノーランを達成している。リーグ通算57試合に登板、16勝26敗、防御率2.91、168奪三振を記録した。1学年上のチームメートに外野手の望月充がいた。
右の本格派として期待され、1971年秋のドラフト1位指名で読売ジャイアンツに入団。川上哲治監督の期待が大きく、1年目から先発として起用されるが1勝3敗に終わる。1974年10月14日に行われた立大、巨人を通じての先輩である長嶋茂雄の現役最終試合（後楽園球場、対中日ドラゴンズ・ダブルヘッダー第2試合）では、試合の最後を締める登板を果たす。長嶋が監督に就任した1975年には、5月から先発として起用され、6月以降は4連勝を飾る。7月11日には阪神タイガースの上田二朗と投げ合い初完封を記録した。同年はシーズン8勝を挙げ堀内恒夫に次ぐ2番手投手に躍り出る。しかしチームは球団史上初の最下位に終わった。当時の投手陣10名は毎年、集まって会（サイカイ）を開いている。
翌1976年も開幕直後から先発として起用されるが成績は低迷、6月には先発を外れる。1977年は一度も一軍に上がる事ができなかった。同年オフ、巨人から戦力外通告を受けロッテオリオンズへ移籍。しかし翌1978年は僅か5試合の登板に留まり、シーズン終了後に引退した。オーバースローからシュート、カーブ、フォークを武器とした。
引退後は、堀内恒夫の紹介で「銀座木屋」うどん店で3年間修行し、母校である立教大学池袋キャンパスの近くで「立山」といううどん店を独立開業して、現在に至る（店名の由来は自身の姓の捩り。本人曰く「“横”は商売上縁起が悪い文字だから」）。
その後は立教大学野球部OB会長も務めた。作家の伊集院静（西山忠来）とは野球部の同期であり友人同士で、2023年に伊集院が死去するまで親交があった。

## 詳細情報

### 年度別投手成績
| 年 度     | 球 団     | 登 板 | 先 発 | 完 投 | 完 封 | 無 四 球 | 勝 利 | 敗 戦 | セ 丨 ブ | ホ 丨 ル ド | 勝 率 | 打 者 | 投 球 回 | 被 安 打 | 被 本 塁 打 | 与 四 球 | 敬 遠 | 与 死 球 | 奪 三 振 | 暴 投 | ボ 丨 ク | 失 点 | 自 責 点 | 防 御 率 | W H I P |
| --------- | --------- | ----- | ----- | ----- | ----- | -------- | ----- | ----- | -------- | ----------- | ----- | ----- | -------- | -------- | ----------- | -------- | ----- | -------- | -------- | ----- | -------- | ----- | -------- | -------- | ------- |
| 1972      | 巨人      | 10    | 5     | 0     | 0     | 0        | 1     | 3     | --       | --          | .250  | 135   | 28.2     | 34       | 3           | 13       | 1     | 2        | 11       | 3     | 0        | 16    | 12       | 3.72     | 1.64    |
| 1973      | 巨人      | 10    | 1     | 0     | 0     | 0        | 2     | 1     | --       | --          | .667  | 101   | 21.0     | 25       | 4           | 15       | 0     | 0        | 11       | 2     | 0        | 17    | 14       | 6.00     | 1.90    |
| 1974      | 巨人      | 6     | 1     | 0     | 0     | 0        | 0     | 0     | 0        | --          | ----  | 51    | 12.0     | 13       | 2           | 3        | 0     | 1        | 5        | 0     | 0        | 8     | 7        | 5.25     | 1.33    |
| 1975      | 巨人      | 25    | 21    | 7     | 2     | 1        | 8     | 7     | 0        | --          | .533  | 568   | 140.1    | 122      | 16          | 38       | 0     | 3        | 73       | 6     | 0        | 59    | 53       | 3.41     | 1.14    |
| 1976      | 巨人      | 14    | 6     | 0     | 0     | 0        | 1     | 4     | 0        | --          | .200  | 187   | 38.1     | 51       | 4           | 27       | 1     | 3        | 21       | 2     | 0        | 35    | 30       | 7.11     | 2.03    |
| 1978      | ロッテ    | 5     | 0     | 0     | 0     | 0        | 0     | 0     | 0        | --          | ----  | 89    | 17.1     | 21       | 8           | 16       | 0     | 1        | 8        | 1     | 0        | 24    | 17       | 9.00     | 2.13    |
| 通算：6年 | 通算：6年 | 70    | 34    | 7     | 2     | 1        | 12    | 15    | 0        | --          | .444  | 1131  | 257.2    | 266      | 37          | 112      | 2     | 10       | 129      | 14    | 0        | 159   | 133      | 4.64     | 1.47    |

### 背番号
- 15 （1972年 - 1977年）
- 28 （1978年）

## 関連情報

### 関連書籍
- 『道を拓く：元プロ野球選手の転職』（長谷川晶一著、扶桑社、2024年10月、ISBN 9784594099077）